# La pillola della quiete
La pillola della quiete (titolo originale The Peaceful Pill Handbook) è un libro che fornisce informazioni sul suicidio assistito e sull'eutanasia volontaria. Scritto dal medico australiano Philip Nitschke e dall'avvocato Fiona Stewart, è stato originariamente pubblicato negli Stati Uniti nel 2006. Un'edizione tedesca del libro cartaceo, Die Friedliche Pille, è stata pubblicata nel 2011. Un'edizione francese, La Pilule Paisible, è stata pubblicata nel giugno 2015. L'edizione italiana, La pillola della quiete, è stata pubblicata nel 2018.
Nel 2008 è stato lanciato il manuale online, The Peaceful Pill eHandbook, contenente video clip sul suicidio assistito e sui metodi di eutanasia volontaria e questioni correlate, ma non fornisce istruzioni "come fare". L'eHandbook viene aggiornato ogni due mesi.

## Contenuto
Il libro è destinato principalmente agli anziani, alle persone gravemente malate, alle loro famiglie e ai loro amici. È anche una guida per chi lavora nella sanità pubblica e nell'assistenza agli anziani. Il libro valuta più di una dozzina di metodi di eutanasia secondo scale di affidabilità e tranquillità.
Le strategie trattate dai libri includono: l'uso di gas come l'azoto, di veleni come il monossido di carbonio, di farmaci da prescrizione come l'insulina e gli oppiacei, e di ex farmaci da prescrizione come i barbiturici. Il libro descrive in dettaglio i mezzi legali per ottenere e somministrare i farmaci e altre questioni periferiche come la conservazione dei farmaci, la durata di conservazione e lo smaltimento. Anche i servizi svizzeri per il suicidio assistito vengono trattati in modo approfondito, così come questioni come la redazione di testamenti, le direttive anticipate e le questioni relative alla determinazione della capacità decisionale.
Uno degli aspetti più controversi del libro è la trattazione di Internet come fonte di farmaci. A tal fine, gli autori pubblicano regolarmente un rapporto di Controllo di Vicinato che mette in guardia contro i truffatori su Internet e i siti Web fraudolenti.

## Recezione
Sebbene limitato in Nuova Zelanda e Australia, il libro è disponibile senza restrizioni sul sito web Peacefulpillstore.com.

### Australia
Sebbene al libro sia stata inizialmente concessa una valutazione 18+ in Australia, questa è stata annullata in appello dal Procuratore Generale australiano. All'inizio del 2007, la pubblicazione è stata rifiutata dalla classificazione (RC) dal Classification Board. Nel 2009, il governo australiano ha incluso il sito web del manuale nel suo piano di filtraggio Internet noto come Clean Feed.

### Nuova Zelanda
Nel 2008, la Society for Promotion of Community Standards si è opposta alla pubblicazione del libro. Ciò ha portato alla sua messa al bando in Nuova Zelanda in quanto si trattava di una pubblicazione discutibile. Poco tempo dopo, il libro è stato ripubblicato in forma redatta ed è disponibile solo se sigillato, con l'indicazione della classificazione di censura.